# Chytolita fulicalis
Chytolita fulicalis là một loài bướm đêm trong họ Noctuidae.